# Sunderold
Sunderold OSB († 26. Juni 891) war Erzbischof von Mainz und Erzkanzler des Frankenreichs von 889 bis zu seinem Tod.
Sunderold war Abt des Klosters Fulda. Nach dem Tod von Liutbert (889), empfahl der Markgraf der Sorbenmark Poppo von Thüringen ihn dem König des Ostfrankenreichs Arnulf von Kärnten und so wurde er Erzbischof von Mainz und Erzkanzler des Fränkischen Reichs.
Im Zuge des Niedergangs des Frankenreichs in der zweiten Hälfte des 9. Jahrhunderts bestürmten einfallende Wikingerhorden 891 die durch Sunderold angeführten Reichstruppen an der Göhl, nicht weit von Maastricht. Sie besiegten die Franken. Während dieser Schlacht kam Erzbischof Sunderold zusammen mit einem weiteren Heerführer um.
Er wurde in die Abtei St. Alban vor Mainz überführt und begraben. Sein Todestag wird in alten Diözesankalendern als sein Gedenktag aufgeführt.